# 제너셈
제너셈(Genesem Inc.)은 대한민국의 반도체 장비 기업이다. 본사는 인천시 연수구 송도과학로 84번길 24에 위치해 있으며 대표이사는 한복우이다. 

## 사업
반도체 후공정 장비를 제조하며HBM와 세계 시장 확장에 집중하며 EMI(전자기 잡음) 쉴드 구조에서 구조적 성장 구간에 진입하며 수요 확대를 지속하고 있다.
제너셈은 HBM 제조용 외 Wafer Mounter 장비에 대한 수주로 75.8억원을 기록했다

## 특허분쟁
한미반도체가 경쟁사 제너셈을 상대로 후공정 패키지 장비에 대한 특허침해 소송을 냈고 특허심판원은 진보성이 없다고 판단하여 해당 특허를 무효하였다.

## 상장
2015년 9월 25일 공모가 10,500원에 상장하였다. 

## 같이 보기
- SK하이닉스
- HBM

## 참고 문헌
1. ↑  이나연, 한국IR협의회 기업리서치센터 기술분석보고서-제너셈, 2023년 12월 7일
2. ↑  조영갑, Company Watch업황 둔화 속 선전한 제너셈, 스테디셀러 덕봤다, 더벨, 2024년 2월 16일
3. ↑  '전략장비 개발' 제너셈, 내년 키워드 'HBM·글로벌, 머니투데이, 2023년 9월 11일
4. ↑  제너셈, EMI 쉴드 구조적 성장 구간 진입…수요 확대 지속, 이투데이, 2023년 4월 13일
5. ↑  제너셈 수주공시 - HBM 제조용 'Wafer Mounter 외' 장비 수주 75.8억 원(매출액 대비 12.71 %), 한국경제, 2023년 12월 7일
6. ↑  한주엽, 한미반도체, 패키지 장비 특허전 패배, 디일렉, 2024년 6월 26일